# Брлошка планина
44° 01′ 19″ С; 19° 07′ 47″ И / 44.0219194° С; 19.1298032° И
Брлошка планина се налази у Босни и Херцеговини, у Републици Српској. 
Простире се јужно од Завршја, југозападно од Радаве, и сјеверно од Стрмице. Брлошка планина има надморску висину од 1376 метара.
Планина се налази у источном дијелу земље, 60 километара источно од главног града Сарајева. Висина околног терена је 123 метра, а ширина планине износи 1,9 километара. Највиша тачка у близини је Меховац, висок 1478 метара.

Околина планине представља мозаик пољопривредног земљишта и природне вегетације. Густина насељености око планине је 65 ст/км. Подручје је дио хемијски опасне зоне. Просјечна годишња температура износи 8 °C. Најтоплији мјесец је јули, када просјечна температура износи 18 °C, а најхладнији јануар са -6 °C. Највлажнији мјесец је мај, а најсувљи август. 